# Vestby
Vestby är en tätort som utgör centralort i Vestby kommun i Akershus fylke i sydöstra Norge. Tätorten hade 6 213 invånare den 1 januari 2011 och ligger cirka nio kilometer söder om tätorten Ås och 13 kilometer sydost om staden Drøbak.